# Gloria Polanco
Gloria Polanco là cựu Đệ nhất phu nhân tỉnh Huila, Colombia, vợ của Jaime Lozada Perdomo, Thống đốc tỉnh Huila. Cô đã trở nên nổi tiếng sau khi bị FARC-EP bắt cóc cùng với hai con trai và các thành viên khác khi đang ở trong nhà. Trong thời gian bị giam cầm, cô được bầu làm Thành viên của Phòng đại diện Colombia và được đưa vào danh sách các nạn nhân bị bắt cóc cấp cao do FARC nắm giữ với hy vọng có một cuộc trao đổi tù nhân. Cô cuối cùng đã được thả vào ngày 27 tháng 2 năm 2008 cùng với ba con tin cao cấp khác.

## Cuộc đời
Ngay sau khi Polanco và các con trai của cô bị bắt cóc vào năm 2001, chồng cô là Jaime Lozada Perdomo đã cố gắng đàm phán với FARC, nhưng sau sáu tháng đàm phán không thành công, anh đã chọn cách vận động đưa vợ mình vào vị trí ứng cử viên Quốc hội dưới sự liên kết của Movimiento de Integración Conservadora, một đảng chính trị bảo thủ mà ông đã thành lập. Bằng cách này, anh ta hy vọng biến vợ mình thành một con tin chính trị để anh ta một cơ hội tốt hơn để được giải thoát gia đình trong một cuộc trao đổi tù nhân chính trị. Kế hoạch của ông đã thành công, Gloria Polanco đã được bầu với 28.742 phiếu bầu trở thành chính trị gia bị bắt cóc duy nhất để giành chiến thắng trong một cuộc bầu cử loại này. Chiến thắng của cô được ghi nhận bởi việc giúp đỡ người nghèo khi đang là đệ nhất phu nhân của tỉnh Huila.
Mặc dù Polanco được bầu vào Phòng bầu cử của Huila, nhưng cô không thể nhậm chức vì đang bị giam cầm và được thay thế bởi Carlos Ramiro Chavarro khi vắng mặt. Cô được coi là một con tin chính trị, và vụ bắt cóc của cô trở thành vấn đề đáng quan tâm bởi Chính phủ Colombia. FARC cũng thay đổi tình trạng của cô thành một con tin đặc biệt, khiến cô mất tinh thần, dẫn đến việc bị tách khỏi những đứa con trai cũng là con tin. Cô bị chuyển đến một trại khác, nơi các con tin chính trị khác đang bị giam giữ. Hai đứa con trai của cô cuối cùng đã được giải thoát sau khi chồng cô Jaime Lozada đồng ý trả hết tiền chuộc. Lozada sau đó đã bị giết trong một cuộc tấn công của FARC vào năm 2005, điều này cũng khiến con trai lớn của Polanco bị thương. Người ta tin rằng Lozada đã bị giết vì anh ta vẫn còn nợ tiền chuộc FARC.

## Liên kết mở rộng
- In pictures: Colombia hostage release. BBC NEWS